# FK Kolubara
Der FK Kolubara (vollständiger offizieller Name auf Serbisch: Фудбалски клуб Колубара – ФК Колубара, Fudbalski klub Kolubara – FK Kolubara), gewöhnlich Kolubara, auch Kolubara Lazarevac, ist ein serbischer Fußballverein aus Lazarevac.

## Geschichte
Der 1919 gegründete und nach der Kolubara benannte Verein spielt derzeit in der Prva liga, der zweithöchsten Spielklasse im serbischen Fußball. Seine ersten bedeutenden Erfolge erzielte der FK Kolubara Mitte der 1980er, genauer von 1983 bis 1985, als man erstmals an der 2. Liga des Sozialistischen Jugoslawien (1945–1992) teilnahm.
In den letzten zwei Jahrzehnten spielte der Verein hauptsächlich in der zweiten oder dritten Spielklasse der Bundesrepublik Jugoslawien (1992–2003), Serbien und Montenegros (2003–2006) sowie Serbiens (2006-heute). In der Saison 2005/2006 gelang sogar als Drittligist der Halbfinaleinzug im Pokal von Serbien und Montenegro, dort musste man sich jedoch dem OFK Belgrad geschlagen geben. Am nächsten war Kolubara der Erstklassigkeit in der Saison 2009/10, als man am letzten Spieltag nach einer Niederlage gegen den FK Teleoptik knapp den Aufstieg in die Super Liga verpasste. In den Spielzeiten 2021/22 sowie 2022/23 war man dann auch erstmals in der höchsten Liga Serbiens aktiv.

## Stadion
Der Verein trägt seine Heimspiele im Stadion SCR Kolubara aus, welches 2.500 Zuschauern Platz bietet. Neben der Renovierung des Stadions wurde Mitte 2015 auch ein neuer Kunstrasenplatz angelegt.

## Bekannte Spieler
- Nemanja Matić (2006–2007)
- Marko Grujić (2014)
- Nemanja Nikolić (2021–heute)
- Ante Vukušić (2022–2023)

## Ehemalige Trainer
- Zoran Milinković (2008–2009, 2019–2021)